# فورده (النرويج)
فوردِه (بالنرويجية: Førde) هي بلدة نرويجية تقع في مقاطعة سوغن وفيوردانه على الساحل الغربي. وتبلغ مساحة فورده حوالي (586 كم²). ويقطنُ المدينة نحو 12800 نسمة.

## صور

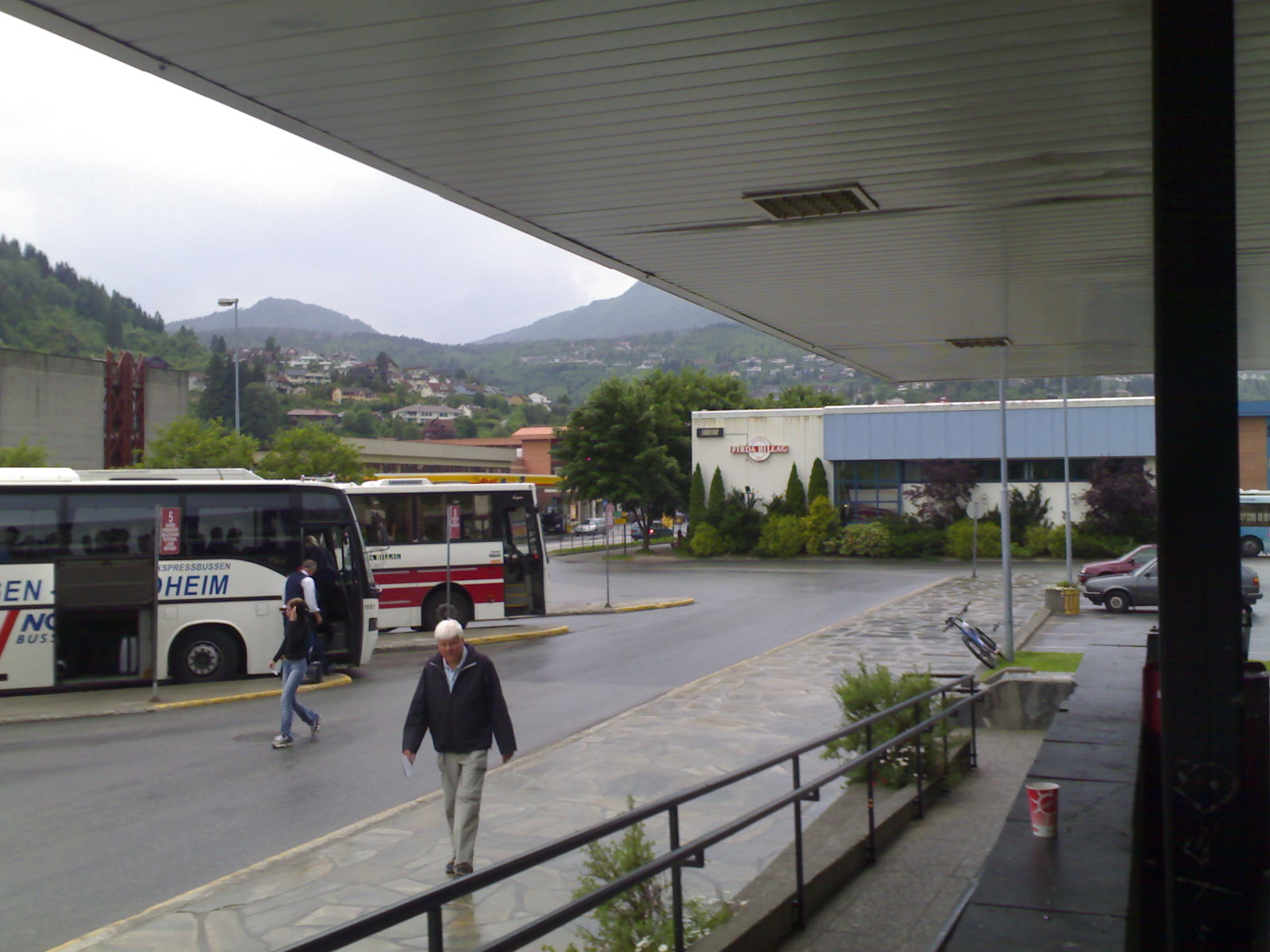
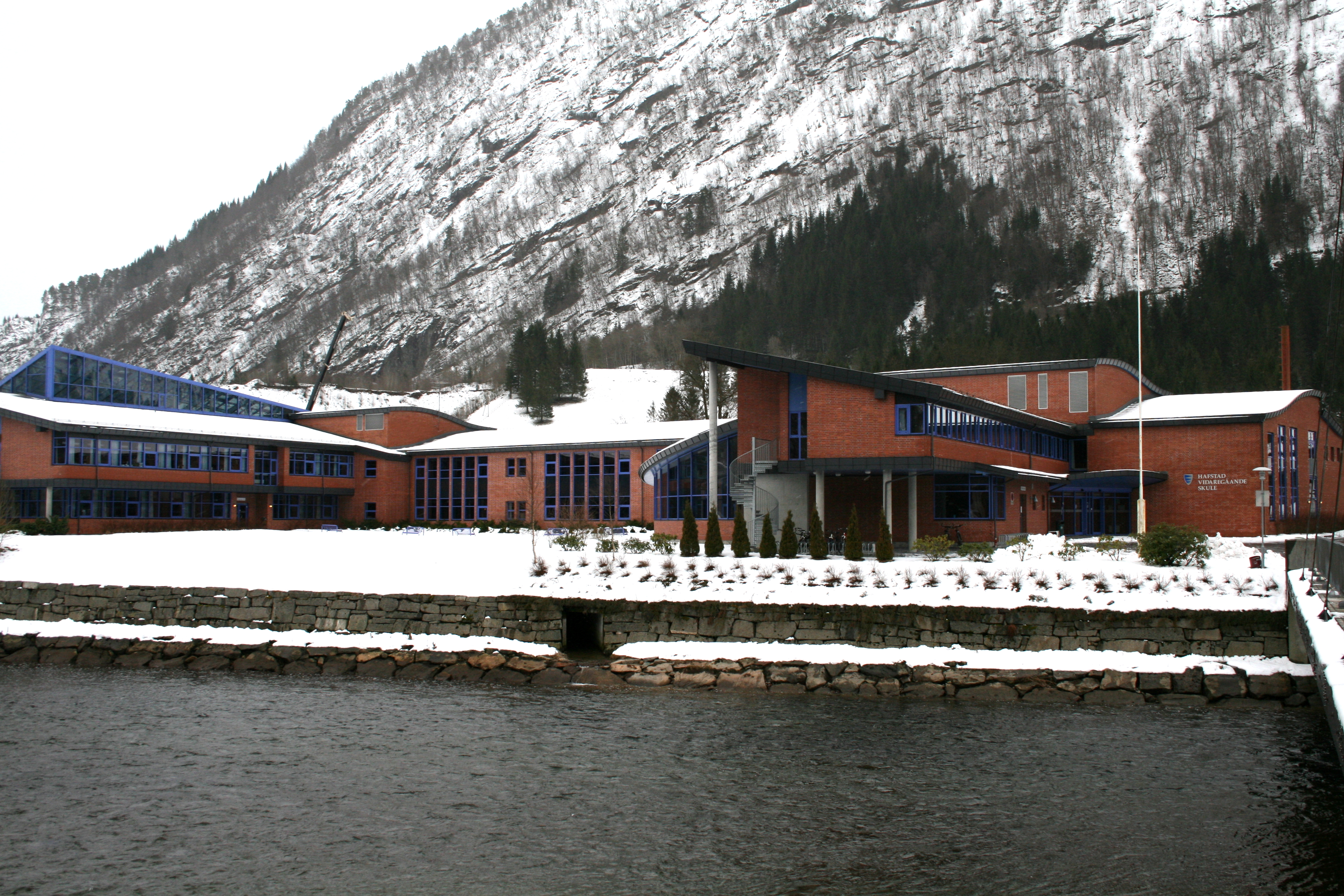
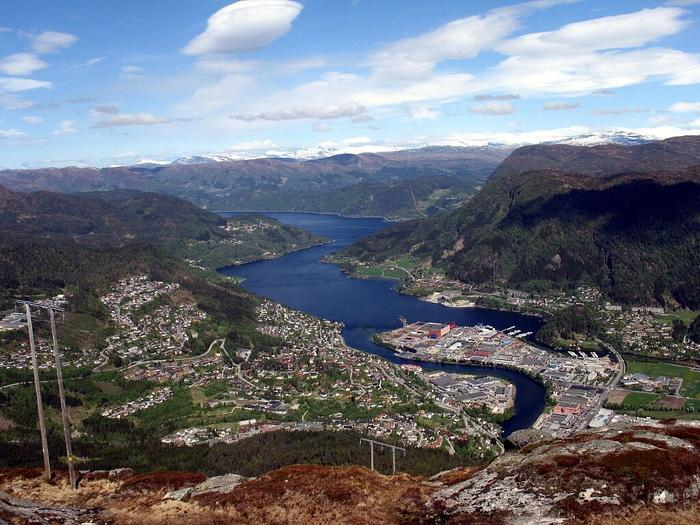

## أعلام
- نيكولاي أستروب
- سيسيلي بيدرسون

## وصلات خارجية
- بلدية فورديه نسخة محفوظة 2 يوليو 2013 على موقع واي باك مشين.
- موسوعة النرويج (باللغة النرويجية)
- صحيفة محلية (باللغة النرويجية)